# Słobódka Leśna (gmina)
Gmina Słobódka Leśna – dawna gmina wiejska funkcjonująca w latach 1941–1944 pod okupacją niemiecką w Polsce. Siedzibą gminy była Słobódka Leśna.
Gmina Słobódka Leśna została utworzona przez władze hitlerowskie z terenów okupowanych przez ZSRR w latach 1939–1941, stanowiących przed wojną zniesioną gminę Św. Stanisław oraz część niezniesionej gminy Korszów w powiecie kołomyjskim w woj. stanisławowskim.
Gmina weszła w skład powiatu kołomyjskiego (Kreishauptmannschaft Kolomea), należącego do dystryktu Galicja w Generalnym Gubernatorstwie. W skład gminy wchodziły miejscowości: Chlebiczyn Leśny, Czeremchów, Siedliska-Bredtheim, Słobódka Leśna, Święty Józef i Święty Stanisław.
Po wojnie obszar gminy włączono do ZSRR.